# Középpontos hasonlóság
A középpontos hasonlóság egy középponttal és egy arányszámmal megadható hasonlósági transzformáció. Az arányszám nem nulla, és lambdával jelölik. A középpontos hasonlóság a távolságokat |λ|-szeresükre növeli.
Egy P pont képe a középpontos hasonlóságban a pontot az O középponttal összekötő egyenesen, a középponttól |λ|PO távolságra fekszik; ha λ pozitív, akkor P irányában, ha λ negatív, akkor az ellenkező irányban. A középpontos hasonlóság kicsinyítés, ha |λ|<1, és nagyítás, ha |λ|>1.

## Tulajdonságai
- Ha λ=1, akkor identitás, ha λ=-1, akkor középpontos tükrözés
- Irányítástartó
- Kifejezhető egy középpontos tükrözés, és egy -λ arányú középpontos hasonlóság szorzataként
- Szögtartó
- Ha nagyítás, vagy kicsinyítés, akkor csak a középpontja fixpont
- Csak a középponton átmenő egyenesek, síkok, alterek fixek
- Az egyenesek, síkok, alterek párhuzamosak a képükkel
- A szakaszok egymáshoz viszonyított arányát megtartja

## Algebra
Az adott középpontú középpontos hasonlóságok csoportot alkotnak. Egységelem: az identitás; a λ arányú középpontos hasonlóság inverze az 1/λ arányú középpontos hasonlóság.
Az origó középpontú középpontos hasonlósághoz tartozó mátrix
a síkban:
{\displaystyle \mathrm {Id} _{2}={\begin{bmatrix}\lambda &0\\0&\lambda \end{bmatrix}}.}
a térben:
{\displaystyle \mathrm {Id} _{3}={\begin{bmatrix}\lambda &0&0\\0&\lambda &0\\0&0&\lambda \end{bmatrix}}.}
Magasabb dimenziós terekben is λ-k állnak a főátlón, a többi helyen nulla.